# Danny Cooksey
Daniel Ray Allen Cooksey, noto anche come Danny Cooksey (Moore, 2 novembre 1975), è un attore e cantante statunitense. È noto per aver interpretato Sam McKinney nelle ultime tre stagioni della sitcom Il mio amico Arnold.

## Biografia
Figlio di Melody Ann Wagoner e Daniel Ray Allen Cooksey, Sr., comincia a recitare già da bambino. Attualmente fa solo qualche comparsa e si dedica alla moglie e ai due figli, Zoe e Jackson.

## Filmografia

### Cinema
- Il mio amico Mac (Mac and Me), regia di Stewart Raffill (1988)
- Terminator 2 - Il giorno del giudizio (Terminator 2: Judgment Day), regia di James Cameron (1991)
- DaZe: Vol. Too (sic) - NonSeNse, regia di Jeff Dean (2016)

### Televisione
- Hazzard (The Dukes of Hazzard) – serie TV, 1 episodio (1983)
- Il mio amico Arnold (Diff'rent Strokes) – serie TV, 48 episodi (1984-1986)
- Ai confini della realtà (The Twilight Zone) – serie TV, episodio 1x19 (1985)
- Mr. Belvedere – serie TV, 1 episodio (1986)
- I Cavanaugh (The Cavanaugh) – serie TV, 26 episodi (1986-1989)
- Riptide – serie TV, 1 episodio (1986)
- MacGyver – serie TV, 1 episodio (1986)
- Le notti del lupo (Werewolf) – serie TV, 1 episodio (1987)
- Genitori in blue jeans (Growing Pains) – serie TV, 1 episodio (1987)

## Doppiatori italiani
Nelle versioni in italiano delle opere in cui ha recitato, Danny Cooksey è stato doppiato da:
- Julian Oliveri Orioles ne Il mio amico Arnold
- Stefano Crescentini in Terminator 2 - Il giorno del giudizio